# Le Transporteur : Héritage
Pour les articles homonymes, voir Le Transporteur (homonymie) et Transport (homonymie).
Série Le Transporteur
Le Transporteur 3
(2008)
Pour plus de détails, voir Fiche technique et Distribution.
Le Transporteur : Héritage ou Le Transporteur : Rechargé au Québec (The Transporter: Refueled) est un film d'action franco-sino-belge réalisé par Camille Delamarre et sorti en 2015.
Il s'agit d'un reboot de la franchise Le Transporteur, dont le premier opus est réalisé par Louis Leterrier et Corey Yuen et sorti en 2002. Ed Skrein succède à Jason Statham dans le rôle de Frank Martin.

## Synopsis
Frank Martin, un ancien mercenaire des forces spéciales, est basé dans le sud de la France, où son père lui rend visite. Il conclut un contrat avec Anna et ses trois acolytes qui cherchent à se venger d'un caïd russe. Pour s'assurer de l'obéissance du transporteur, son père, bon vivant et ancien des services spéciaux, est séquestré. Frank Martin devra faire appel à ses talents de pilote.

## Fiche technique
Sauf indication contraire, les informations mentionnées dans cette section peuvent être confirmées par la base de données cinématographiques IMDb,  présente dans la section « Liens externes ».
- Titre original : The Transporter: Refueled
- Titre français : Le Transporteur : Héritage
- Titre québécois : Le Transporteur - Rechargé[1]
- Réalisation : Camille Delamarre
- Scénario : Luc Besson, Bill Collage et Adam Cooper, d'après les personnages créés par Luc Besson et Robert Mark Kamen
- Musique : Alexandre Azaria
- Direction artistique : Gilles Boillot, Dominique Moisan, Stéphane Robuchon, Patrick Tandiang et Thierry Zemmour
- Décors : Hugues Tissandier
- Costumes : Claire Lacaze
- Photographie : Christophe Collette et Vincent Richard
- Son : Thomas Lascar, Seva Solntsev, Didier Lozahic, Joshua Fielstra
- Montage : Julien Rey
- Production : Luc Besson et Mark Gao
  - Production exécutive : Camille Courau
  - Coproduction : J.C. Cheng, Fabrice Delville, Gregory Ouanhon et Christophe Toulemonde
- Sociétés de production[2] :
  - France : EuropaCorp, TF1 Films Production, avec la participation de Canal+, Orange Cinéma Séries, TF1 et TMC, en coopération avec Aéroports de Paris et l'aéroport de Nice-Côte d'Azur
  - Chine : Fundamental Films
  - Belgique : Belga Films, avec le soutien du Tax Shelter du gouvernement fédéral belge
- Sociétés de distribution[3] : EuropaCorp Distribution (France) ; Belga Films (Belgique) ; China Film Group Corporation (Chine) ; VVS Films (Québec) ; JMH Distributions SA (Suisse romande)
- Budget : 12 690 638 €[4]
- Pays de production :  France,  Belgique,  Chine
- Langues originales : français, anglais, russe
- Format[5] : couleur - D-Cinema - 2,35:1 (Cinémascope) - son Dolby Digital | Sonics-DDP | Dolby Surround 7.1 | Datasat | 12-Track Digital Sound | Dolby Atmos
- Genre : action, thriller
- Durée : 96 minutes
- Dates de sortie[6] :
  - Québec : 4 septembre 2015[1]
  - France, Suisse romande : 9 septembre 2015[7]
  - Belgique : 30 septembre 2015[8]
  - Chine : 20 novembre 2015[9]
- Classification[10] :
  - France : tous publics[11]
  - Chine : Pas de système.
  - Belgique : potentiellement préjudiciable jusqu'à 12 ans ([[Cinecheck|12 - Mogelijk schadelijk voor kinderen onder de 12 jaar]])[Note 1],[12]
  - Québec : 13 ans et plus (violence) (13+ / 13 years and over)[1]
  - Suisse romande : interdit aux moins de 12 ans[13]

## Distribution
- Ed Skrein (VF : Jérémie Covillault ; VQ : Jean-François Beaupré) : Frank Martin / Le Transporteur
- Ray Stevenson (VF : Emmanuel Jacomy ; VQ : Benoît Rousseau) : Frank Martin Sr.
- Loan Chabanol (VF : elle-même ; VQ : Catherine Lavoie) : Anna
- Gabriella Wright (VF : elle-même ; VQ : Bianca Gervais) : Gina Guerra Lopez
- Tatiana Pajkovic (VF : Emmanuelle Rivière) : Maria Katju
- Wenxia Yu (VF : Jade Phan-Gia ; VQ : Catherine Bonneau) : Qiao Chang
- Radivoje Bukvic (VF : lui-même ; VQ : Martin Watier) : Arkady Karasov
- Lenn Kudrjawizki (de) (VF : Jérôme Pauwels ; VQ : Jean-Jacques Lamothe) : Leo Imasov
- Anatole Taubman (VF : Antoine Tomé) : Stanislav Turgin
- Noémie Lenoir (VF : elle-même) : Maïssa
- Yuri Kolokolnikov : Yuri Ulster
- Samir Guesmi : l'inspecteur Bectaoui

 Source et légende : version française (VF) sur RS Doublage ; version québécoise (VQ) sur Doublage.qc.ca.

## Production

### Développement

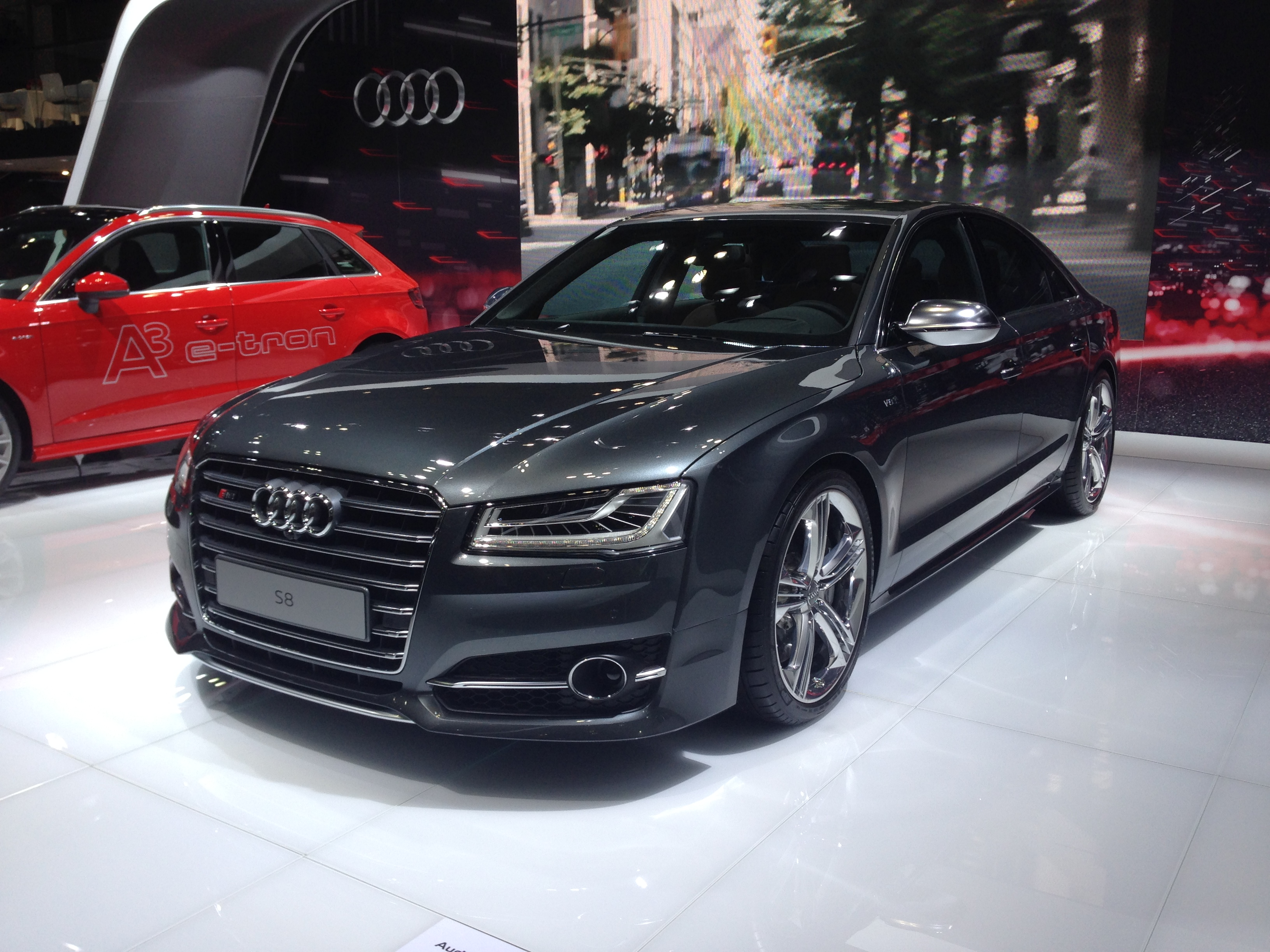
Une Audi S8 D4 lors du salon de l'automobile de Tokyo de 2013.

En mai 2013, au Festival de Cannes 2013, une nouvelle trilogie est annoncée avec EuropaCorp et la société chinoise Fundamental Films (en) pour co-produire et distribuer les films,. Chaque film de cette nouvelle trilogie est doté d'un budget allant de 30 à 40 millions de dollars chacun, dont au moins un sera tourné en Chine.

### Attribution des rôles
Dans ce nouvel opus, l'acteur britannique Ed Skrein remplace Jason Statham dans le rôle de Frank Martin. Christophe Lambert, directeur général d'EuropaCorp, justifie ce choix en déclarant : « Nous avons cherché partout un nouveau visage, qui avait le potentiel pour devenir une star de cinéma et nous l'avons trouvé en Ed Skrein, qui n'est pas seulement un grand acteur mais qui possède également le charisme et la puissance physique pour jouer Frank Martin avec brio. »
Le 2 avril 2015, lors d'une interview accordée à Vulture, Jason Statham révèle les raisons de son absence dans cette nouvelle trilogie. Il déclare qu'il aurait adoré continuer mais qu'il devait signer pour les trois films sans qu'il y ait encore de scénario et que le salaire était insuffisant : il aurait été payé pour la trilogie moins que pour un seul film.

### Tournage
Le tournage a débuté le 1er août 2014 à Paris. Il s'est également déroulé dans les studios de la Cité du cinéma de Luc Besson à Saint-Denis, sur la Côte d'Azur entre Nice et Menton et à Monaco,. La voiture utilisée dans le film est une Audi S8 D4 de 2012.
Principalement tourné à Nice, il est possible d'apercevoir dans le film le Musée Masséna (consulat britannique), la place du Palais de justice (Banque de Monaco), la Promenade des Anglais, le port, le Régina Palace, le Cours Saleya, le garage Gallieni, ainsi que le Terminal 2 de l'Aéroport de Nice-Côte d'Azur. Certaines scènes sont tournées à l'hôtel Carlton de Cannes, sur l'avenue du bord de mer de Menton et à Cantaron (le tunnel de la Condamine).

## Accueil

### Promotion
Le 22 septembre 2014, les deux premières photos du film sont dévoilées. Le 19 mars 2015, l'affiche du film et la première bande-annonce sont publiées.

### Accueil critique
Sur le site Rotten Tomatoes, il obtient un score de 16 % pour un total de 94 critiques et une note moyenne de 3,8⁄10, le consensus du site conclut que le film a peu à offrir au-delà d'une poignée de scènes d'action décentes et que celui-ci est répétitif. Sur Metacritic, le film obtient un score de 32⁄100 sur la base de 24 critiques, indiquant des avis généralement défavorables. Chris Tilly du site web IGN attribue une note de 7⁄10, déclarant : « Le spectre de Statham pèse lourd sur ce reboot, mais Ed Skrein assure, ce qui signifie que la franchise est entre de bonnes mains ».
En France, notamment sur le site Allociné, l'accueil est assez modéré avec une note de 2.4⁄5 par les spectateurs.

### Box-office
En France, pour son premier jour d'exploitation, Le Transporteur : Héritage se place à la tête du classement avec 43 441 entrées dans 447 salles. Cependant, il signe le pire démarrage de la franchise, le premier ayant attiré 51 000 spectateurs, le deuxième 105 000 et le troisième 108 000. Dès sa première semaine, il baisse à la deuxième place avec 262 041 entrées, derrière Prémonitions et ses 329 959 entrées. Le film termine sa course au box-office en cumulant 594 935 entrées.
Aux États-Unis et au Canada, le film se place également à la tête du classement pour son premier jour en rapportant 2 438 210 dollars dans 3434 cinémas. Malgré cela, il baisse à la quatrième place, derrière Randonneurs amateurs, NWA: Straight Outta Compton et Les Pouvoirs de la prière, pour son week-end d'ouverture, gagnant 7 355 622 dollars. Finalement, Le Transporteur : Héritage a rapporté 72 629 670 dollars au box-office mondial, dont 16 029 670 dollars en Amérique du Nord et 56,6 millions à l'international.
| Pays ou région    | Box-office      | Date d'arrêt du box-office | Nombre de semaines |
| ----------------- | --------------- | -------------------------- | ------------------ |
| États-Unis Canada | 16 029 670 $    | 15 novembre 2015           | 11                 |
| France            | 594 935 entrées | -                          | -                  |
| Total mondial     | 72 629 670 $    | -                          | -                  |